# Blaues Kreuz

Logo der Organisation International Blue Cross

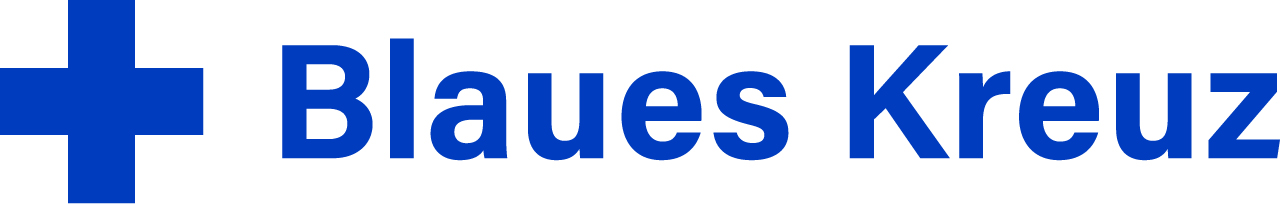
Logo des Blauen Kreuzes Deutschland

Das Blaue Kreuz ist eine christliche Organisation zur Selbsthilfe bei Suchtkrankheiten. Die beiden Leitworte „Evangelium und Abstinenz – mit Jesus und ohne Alkohol“ gehörten bereits für den Gründer Louis-Lucien Rochat und für die Blaukreuz-Arbeit untrennbar zusammen.

## Organisatorische Strukturen
Das Blaue Kreuz gehört zu den wichtigsten Organisationen im Bereich Prävention und Suchthilfe in der Schweiz und Deutschland. In Deutschland gibt es zwei Verbände und mehrere selbständige Blaukreuz-Vereine. Die Verbände sind der Blaues Kreuz in Deutschland e. V. (BKD), der am 8. August 1892 als „Deutscher Hauptverein des Blauen Kreuzes“ in Barmen (heute: Wuppertal) gegründet wurde, sowie das Blaue Kreuz in der evangelischen Kirche (BKE). In der Schweiz und in Deutschland gibt es je einen Blaukreuz-Verlag mit Sitz in Bern bzw. in Lüdenscheid.
Als Fachverbände sind das BKE und das BKD Mitglied im „Gesamtverband für Suchtkrankenhilfe im Diakonischen Werk der evangelischen Kirche“ und Mitglied der „Deutschen Hauptstelle für Suchtfragen“.
Das BKD ist in 16 Landesverbänden organisiert. Mehr als 20.000 Teilnehmer treffen sich in 1.050 Selbsthilfegruppen. Zum Konzept des Blauen Kreuzes gehört die Abstinenz von Alkoholabhängigen zusammen mit deren Angehörigen. Etwa 5.500 Personen, Mitglieder wie Freunde des Blauen Kreuzes, haben sich dazu verpflichtet.
- Blaues Kreuz in der Evangelischen Kirche Bundesverband e. V., Dortmund; 1902 in Soest gegründet[1]
- Blaues Kreuz Hannover e. V. im Stadtverband für Innere Mission in Hannover; am 23. Juli 1900 in Hannover gegründet[2]
- Blaues Kreuz in der Evangelischen Stadtmission Heidelberg[3]
- Blaues Kreuz, ehrenamtliche Suchtkrankenarbeit, Ihrhove e. V. seit 1997 selbständiger, unabhängiger Verein
- Blaues Kreuz Diakonieverein e. V., 2007 als eigenständiger Verband in Nachrodt-Wiblingwerde gegründet

## Blaukreuz-Jugend „Gemeinsam gegen Sucht“
Die dem Blauen Kreuz in Deutschland e. V. angegliederte Jugendorganisation „Gemeinsam gegen Sucht“ ist aus den Hoffnungsbund-Gruppen entstanden, die sich 1886 in Basel formierten. Als sich um die Jahrhundertwende an verschiedenen Orten Blaukreuz-Gruppen der Jugendarbeit zuwandten, rief Blaukreuz-Mitbegründer Arnold Bovet am 8. Oktober 1900 die Leiter von etwa 50 Jugendgruppen zusammen, um sie in einem deutschschweizerischen Verband zu organisieren. Der Hoffnungsbund erfreute sich bis weit ins 20. Jahrhundert wie der CVJM, der Blauring oder die Pfadfinder äußerst hoher Popularität.

## Geschichte

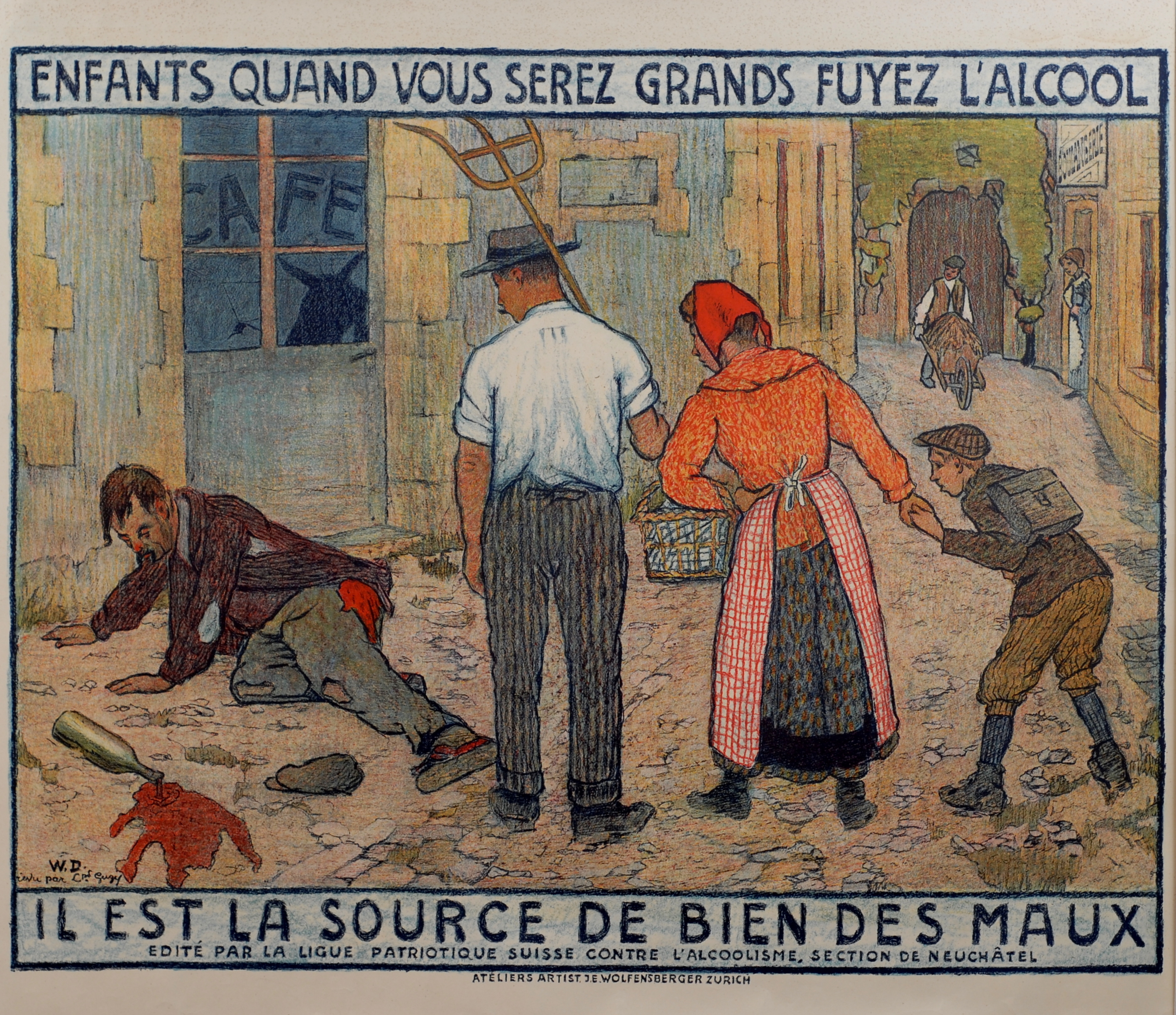
Blaues Kreuz, Schweiz

### Schweiz
Das Blaue Kreuz wurde am 21. September 1877 in Genf von Louis-Lucien Rochat (1849–1917), der freikirchlicher Pfarrer im Kanton Waadt war, mit weiteren 27 Personen gegründet. In der Schweiz hatte sich der Spirituosenkonsum in der zweiten Hälfte des 19. Jahrhunderts fast verdoppelt. Rochat sah im Vorbild der US-amerikanischen und englischen Abstinenzbewegung, die er 1876 in England persönlich kennengelernt hatte, eine Lösung der sozialen, medizinischen und persönlichen Probleme, die die grassierende Alkoholsucht bei der armen Landbevölkerung und in der Arbeiterklasse der Industrialisierungszeit hervorrief.
Gemeinsam verpflichteten sie sich zur Enthaltsamkeit von Alkohol. Die Gründer verglichen sich, in Anlehnung an das kurz zuvor gegründete Rote Kreuz, mit „Krankenträgern, die sich auf den Kampfplatz des Lebens begeben, um die Opfer der Trunksucht und des Wirtshauslebens zu retten“. So entstand als Symbol das Kreuz. Die Farbe Blau war seit jeher die Farbe der Abstinenzbewegungen im angelsächsischen Raum.
Das Schweizerische Blaue Kreuz arbeitete mit der evangelisch-reformierten Landeskirche, aber auch mit den protestantischen Freikirchen zusammen. Dabei wurde nicht nur der Alkohol, sondern auch „das Wirtshaus“ schärfstens kritisiert, da die Blaukreuz-Mitglieder dort den Ursprung für die „Genusssucht“ und somit eine „Bedrohung für die gesellschaftliche Moral“ sahen.
Als Schwesterorganisation zum protestantisch orientierten Blauen Kreuz wurde 1895 die Schweizerische Katholische Abstinenten-Liga (SKAL) gegründet, die jedoch nie dasselbe gesellschaftliche Gewicht wie das Blaue Kreuz erreichte. Als angegliederte Jugendorganisation gilt der Hoffnungsbund.

### Deutschland

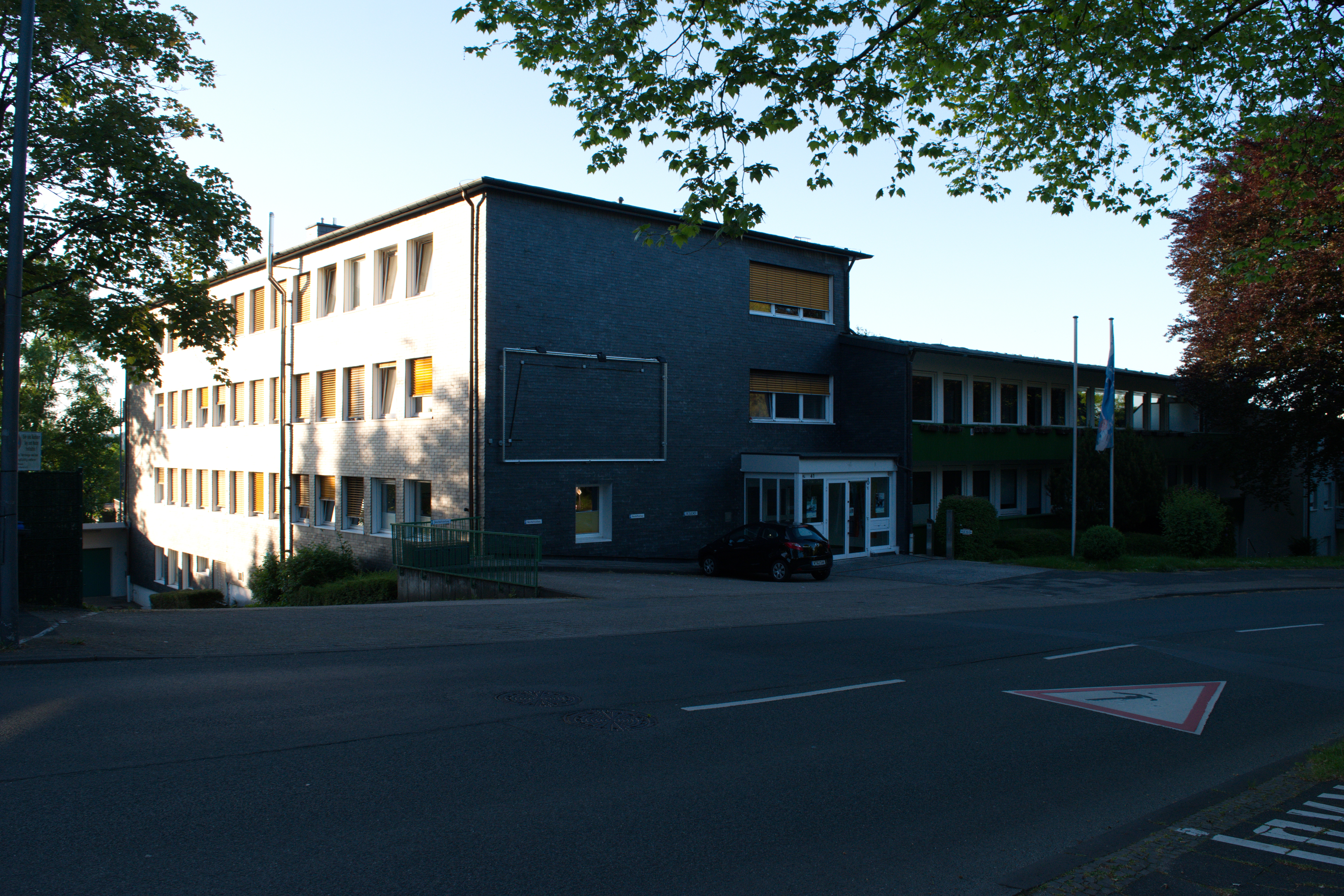
Blaues Kreuz in Wuppertal

Arnold Bovet, ein Schweizer Prediger der Freien Evangelischen Gemeinde in Bern, gründete zusammen mit Johannes Schluckebier am 5. Oktober 1885 in Hagen den ersten Blaukreuz-Verein in Deutschland. Am 6. Oktober 1887 trat der preußische Offizier Curt von Knobelsdorff bei, der selbst zuvor Probleme mit Alkohol gehabt hatte und nun ein begeisterter Agitator dieser Bewegung wurde.
In den Folgejahren erlebte das Blaue Kreuz Deutschland einen erheblichen Aufschwung, zugleich aber auch Spaltungen infolge konfessioneller Spannungen. So nahm der „Hauptverein Barmen“ eine kirchlich neutrale, aber von Pietismus und Methodismus beeinflusste Position ein. Im Jahr 1902 kam es zur Abspaltung des „Blauen Kreuzes in der evangelischen Kirche“ (bis 1945: „Kirchlicher Bund des Blauen Kreuzes“), in dem sich lutherisch geprägte Kreise aus Pommern, Mecklenburg, Westfalen und Schleswig-Holstein zusammenschlossen. 1906 spaltete sich ein freikirchliches Blaues Kreuz ab. 1926/27 folgte die Trennung einer Gruppe, die der innerkirchlichen Gemeinschaftsbewegung nahesteht.
In der DDR war das Blaue Kreuz als Verein verboten. Darum wurde am 1. Januar 1960 die „Evangelische Arbeitsgemeinschaft zur Abwehr der Suchtgefahren (AGAS)“ unter dem Dach der Inneren Mission gegründet. Nach dem Fall der Mauer schlossen sich das Blaue Kreuz und die AGAS 1991 zusammen.
Das Blaue Kreuz gliedert sich heute in zwei große Bereiche: den ehrenamtlichen, der nach dem Konzept der Selbsthilfe arbeitet, und den hauptamtlichen mit seinen Facheinrichtungen und hauptamtlich tätigen Mitarbeitern. Die enge Vernetzung dieser beiden Arbeitsbereiche, in der sowohl von der Sucht Betroffene als auch nicht Betroffene arbeiten, ist eine der Stärken.
Zum Blauen Kreuz gehören zurzeit 16 Landesverbände mit 1050 Gruppen- und Vereinsangeboten und 20.000 Gruppenbesuchern an 360 Standorten in Deutschland. 5.000 Mitglieder und Freunde sowie 2.000 ehrenamtlich Engagierte zählt das Blaue Kreuz. Darüber hinaus arbeiten 450 hauptamtlich Mitarbeitende an 70 Standorten in Fach- und Beratungsstellen, Fachkliniken, Wohngemeinschaften, Ambulant Betreutem Wohnen, Freizeithaus, Cafés, umfassender Suchtprävention sowie neuen Projekten. Zum Blauen Kreuz gehören heute der Blaues Kreuz in Deutschland e. V., die Blaues Kreuz Diakoniewerk mGmbH, die Stiftung Deutsche KinderSuchthilfe und die Serrahner Diakoniewerk gGmbH.
Die Mitglieder des Blauen Kreuzes leben aus eigener Betroffenheit oder aus Solidarität alkoholfrei. Freunde und Förderer unterstützen die Arbeit des BKD materiell und ideell.
Das Blaue Kreuz ist Mitglied des Diakonischen Werkes, der Arbeitsgemeinschaft Missionarische Dienste der EKD, des Evangelischen Gnadauer Gemeinschaftsverbandes und gehört dem Internationalen Blauen Kreuz (International Federation of the Blue Cross – IFBC) an.
Katholisches Pendant zum Blauen Kreuz ist der Kreuzbund. Konfessionell ungebunden sind die Guttempler (IOGT).

### Bücher
- Rudolf Schwarz: Fünfzig Jahre Blaues Kreuz: 1877–1927. Blaukreuz-Verlag, Bern 1927, DNB 574479090.
- Blaukreuz-Arbeit heute. Selbstdarstellung – Information – Zeugnis. Blaukreuz, Wuppertal 1975, ISBN 3-920106-22-9.
- Werner Beck: Sie wagten Nächstenliebe. Louis-Lucien Rochat, Arnold Bovet, Curt von Knobelsdorff. Blaukreuz, Bern/Wuppertal 1980. ISBN 978-3-85580-111-4 (Bern) bzw. ISBN 3-920106-48-2 (Wuppertal)
- Heinz Klement: Das Blaue Kreuz in Deutschland: Mosaiksteine aus über 100 Jahren evangelischer Suchtkrankenhilfe. Blaukreuz-Verlag, Wuppertal/Lüdenscheid 1990, ISBN 3-89175-041-2.

### Zeitschriften
- füreinander; Herausgeber: Blaues Kreuz in Deutschland e. V., ISSN 0342-4685
- BLAU: Das Magazin für Sucht- und Lebensfragen; Herausgeber: Blaues Kreuz in Deutschland e. V., ISSN 0179-3012. Titel bis 2015: Blaues Kreuz: Monatsschrift des Blauen Kreuzes in Deutschland.